# Thorsminde

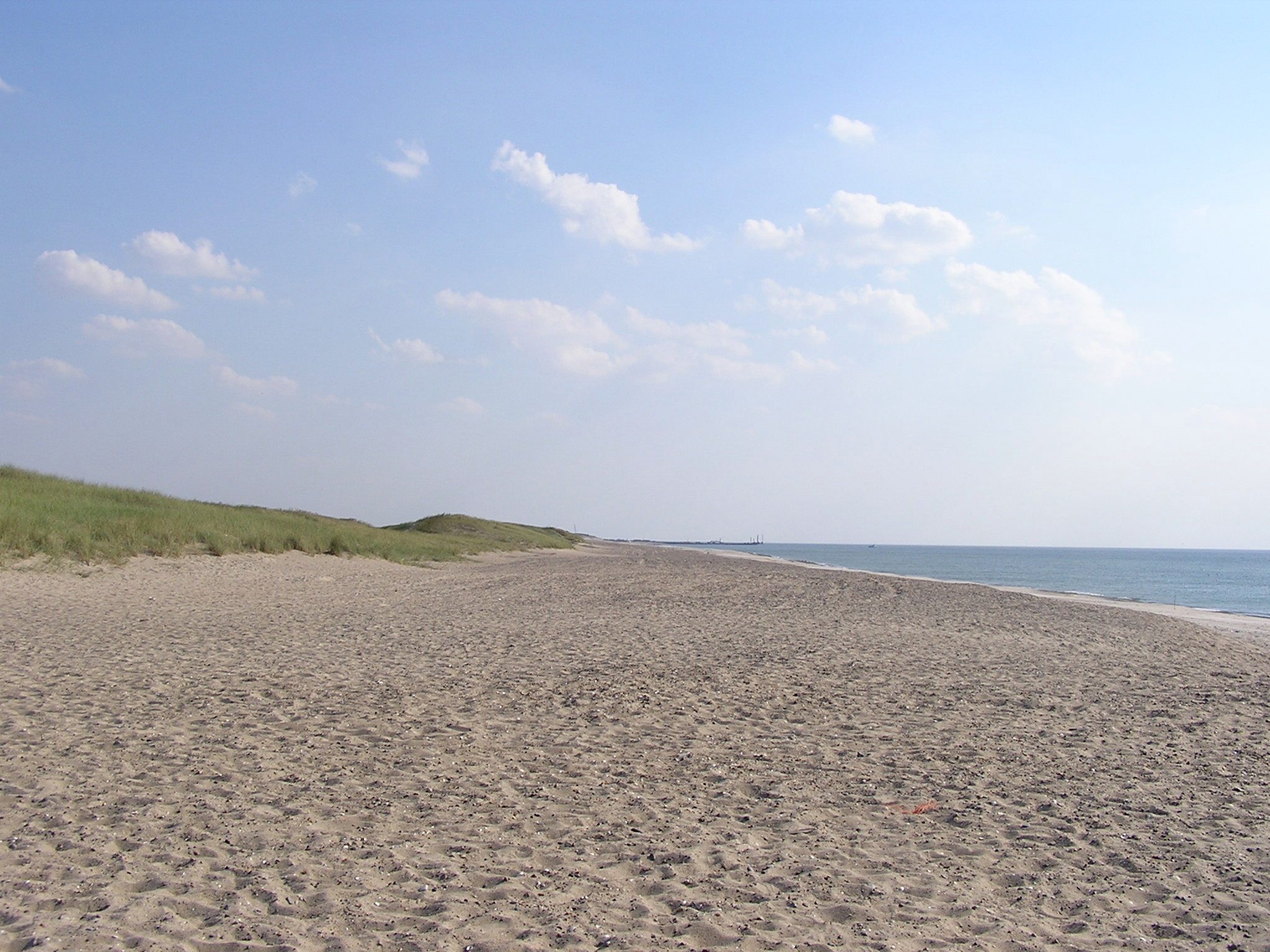
La spiaggia a nord di Thorsminde.

Thorsminde (o anche Torsminde) è un piccolo centro di 425 abitanti (2008) che si trova all'incirca alla metà dell'istmo che separa il Nissum Fjord dal mare del Nord.
Fino al 1º gennaio 2007 faceva amministrativamente parte del comune, ora soppresso, di Ulfborg-Vemb, ma da allora fa parte del comune di Holstebro, nella regione dello Jutland Centrale. Inoltre fa parte della parrocchia cattolica di Sønder Nissum.
La sua economia è basata sulla pesca e sul turismo nautico.

## Musei
- Stranding Museum St'. George, museo navale.